# Tom Slagter
Tom-Jelte Slagter é um ciclista profissional holandes, nascido a 1 de julho de 1989 em Groninga, (Holanda). Actualmente corre nas filas da equipa sul-africana Dimension Data.

## Biografia
Em 2010 estreiou como profissional na equipa continental Rabobank e ademais conseguiu sua primeira vitória numa etapa do Circuito das Ardenas. Depois seria campeão nacional de seu país em estrada na categoria sub-23.
Para a temporada 2011 faria a sua estreia e abandonária o Giro de Itália por uma fractura na órbita de um olho  e, terminaria a  Volta a Espanha na posição 75°.
Em 2012 participaria de novo no Giro de Itália, o qual terminá-lo-ia se colocando 30° na classificação geral final.
Conseguiu ganhar  o Tour Down Under 2013, a primeira corrida do calendário UCI World Tour, além de levar-se uma etapa.

## Palmarés
2010
- 1 etapa do Circuito das Ardenas

2013
- Tour Down Under, mais 1 etapa

2014
- 2 etapas da Paris-Nice

2015
- 2 etapas do Tour de Alberta

2016
- 1 etapa do Tour de Haut Var

2017
- 1 etapa da Volta a Áustria

## Resultados em grandes voltas e campeonatos do mundo
Durante a sua carreira desportiva tem conseguido os seguintes postos nas Grandes Voltas e nos Campeonatos do Mundo em estrada:
| Corrida                | 2010 | 2011 | 2012 | 2013 | 2014 | 2015 | 2016 | 2017 | 2018 |
| ---------------------- | ---- | ---- | ---- | ---- | ---- | ---- | ---- | ---- | ---- |
| Giro de Itália         | -    | Ab.  | 30º  | -    | -    | 76º  | -    | 77º  | -    |
| Tour de França         | -    | -    | -    | -    | 56º  | -    | 82º  | -    | -    |
| Volta a Espanha        | -    | 74º  | -    | -    | -    | -    | -    | -    | -    |
| Mundial em Estrada     | -    | -    | 55º  | Ab.  | Ab.  | -    | -    | -    | -    |
| Mundial Contrarrelógio | -    | -    | -    | -    | -    | -    | -    | -    | -    |

-: não participa
Ab.: abandono

## Equipas
- Rabobank Continental (2010)
- Rabobank/Blanco/Belkin (2011-2013)
  - Rabobank Cycling Team (2011-2012)
  - Blanco Pro Cycling Team (2013)[4]
  - Belkin-Pro Cycling Team (2013)
- Garmin/Cannondale (2014-2017)
  - Garmin Sharp (2014)
  - Team Cannondale-Garmin (2015)
  - Cannondale Pro Cycling Team (2016-2017)
- Dimension Data (2018-)